# Список языков по системам письма

## Арабское письмо
- Аварский (до латинизации в СССР)
- Азербайджанский (в Иране)
- Арабский
- Башкирский (до латинизации в СССР)
- Белорусский (XVI—XIX вв. белорусскими татарами)
- Белуджский
- Берберские
- Боснийский (вариант сербохорватского)
- Дари
- Казахский (в Китае и до латинизации в СССР)
- Канури (периодически)
- Каракалпакский (до латинизации в СССР)
- Кашмирский
- Киргизский (до латинизации в СССР)
- Курдский (в Иране и Ираке)
- Лезгинский (до латинизации в СССР)
- Мазандеранский
- Малагасийский (до XIX века)
- Малайский (с XIV по XVII век)
- Османский
- Панджаби (в Пакистане)
- Персидский
- Пушту
- Синдхи
- Суахили (периодически)
- Таджикский (периодически)
- Татарский (до латинизации в СССР)
- Таусугский
- Туркменский (до латинизации в СССР) * Узбекский
- Уйгурский
- Урду
- Фула (периодически)
- Хауса (периодически)

## Армянское письмо
- Армянский
- Курдский (СССР, в 1921—1928)

## Афака
- Ндюка

## Глаголица
- Церковнославянский язык (в литургии)
- Хорватский язык (в прошлом)

## Готское письмо
- Готский (вымер)

## Греческий алфавит
- Бактрийский (вымер)
- Галльский (вымер, использовались греческий и латинский алфавиты)
- Греческий

## Грузинское письмо
- Абхазский (в 1938—1953)
- Грузинский
- Лазский
- Мегрельский
- Осетинский (в Южной Осетии в 1938—1953)
- Сванский

## Еврейский алфавит
- Горско-еврейский (до начала XX века)
- Еврейско-персидский
- Еврейско-таджикский диалект (до начала XX века)
- Иврит
- Идиш
- Ладино (сефардский язык)
- Другие еврейские языки[какие?]

## Египетское письмо
| - Египетский язык (вымер) |

## Письмо и
- И (Носу)

## Индийские системы письма и производные

### Балийское письмо
- балийский (ранее)

### Бирманское письмо
- Бирманский

### Бугийское письмо(лонтара)
- Бугийский (ранее)

### Бухидское письмо
- Бухидский

### Гуджарати
- Гуджарати

### Гурмукхи
- Панджаби (также записывается шахмукхи — вариантом арабского алфавита)

### Деванагари
- Бодо
- Бходжпури
- Догри
- Кашмирский язык
- Конкани
- Майтхили
- Маратхи
- Непали
- Санскрит
- Синдхи (наряду с арабским алфавитом)
- Хинди

### Каннада
- Каннада
- Конкани
- Тулу

### Кхмерское письмо
- Кхмерский

### Лаосское письмо
- Лаосский

### Малаялам
- Конкани
- Малаялам

### Монгольское квадратное письмо (пагба)
- Монгольский, тибетский (ранее)

### Восточное нагари (бенгальское/ассамское)
- Ассамский
- Бенгальский язык
- Манипури

### Ория
- Ория

### Сингальское письмо
- Сингальский

### Тагальское письмо (байбайин)
- Бикольский (ранее)
- Бисайские языки (ранее)
- Илоканский (ранее)
- Пампанган (ранее)
- Пангасинан (ранее)
- Тагальский (ранее)

### Тагбанва
- Языки Палавана[какие?]

### Тайское письмо
- Тайский

### Тамильское письмо
- Тамильский

### Телугу
- Телугу

### Тибетское письмо
- Дзонг-кэ
- Ладакхи
- Тибетский

### Хануноо
- Хануноо

### Кана
- Айнский (модифицированный вариант катаканы)
- Японский (наряду с кандзи)

## Канадское слоговое письмо
- Бивер
- Блэкфут
- Далех
- Догриб
- Инуктитут
- Кри
- Оджибве
- Секани
- Слейви
- Чипевайан

## Кириллица
- Русский
- Украинский
- Белорусский
- Болгарский
- Сербский
- Македонский

- Казахский
- Киргизский
- Узбекский

- Монгольский

- Таджикский

## Китайское письмо
- Вьетнамский (практически вышло из употребления)
- Дунский (камский)
- Киданьский (вымерший)
- Стандартный китайский и диалекты
- Корейский (ханча) (В Южной Корее)
- Мяо (устаревшее)
- Наси (вышло из употребления)
- Тангутский, тангутское письмо (вымерший)
- Чжуанский (устаревшее)
- Чжурчженьский (вымерший)
- Японский (кандзи и кана)

## Клинопись
- аккадский
- угаритский
- шумерский

## Коптское письмо
- Коптский (вымерший, используется в литургии)

## Латинский алфавит
- Азербайджанский язык
- Албанский язык
- Английский язык
- Арагонский язык
- Астурлеонский язык
- Африкаанс
- Баскский язык
- Белорусский язык (лацинка)
- Бретонский язык
- Валлийский язык
- Валлонский язык
- Венгерский язык (до 1000 года н. э. — руны)
- Волапюк
- Волоф
- Выруский
- Вьетнамский язык (ранее — китайское письмо)
- Гавайский язык
- Галисийский язык
- Гуарани
- Датский язык
- Зулу
- Игбо
- Идо
- Илоканский язык
- Индонезийский язык
- Интерлингва
- Ирландский язык
- Исландский язык
- Испанский язык
- Итальянский язык
- Йоруба
- Каталанский язык
- Кечуа
- Кикуйю
- Конго
- Корнский язык
- Корсиканский язык
- Коса
- Курдский язык
- Латинский язык
- Латышский язык
- Лингала
- Литовский язык
- Ломбардский язык
- Луганда
- Люксембургский язык
- Малайский язык
- Мальтийский язык
- Маори
- Межславянский язык (наряду с кириллицей)
- Монтане
- Молдавский язык (наряду с кириллицей)
- Мэнский язык
- Науатль (после испанского завоевания)
- Навахо
- Нгуни
- Немецкий язык
- Нидерландский язык
- Норвежский язык
- Окситанский язык
- Оромо (ранее — эфиопское письмо)
- Польский язык
- Португальский язык
- Руанда
- Румынский язык (ранее — кириллица)
- Рунди
- Самоанский язык
- Себуанский язык
- Сербский язык (официально — кириллица)
- Словацкий язык
- Словенский язык
- Сомалийский язык (ранее — арабица и османья)
- Суахили
- Тагальский язык
- Таитянский язык
- Татарский язык (официально — кириллица)
- Тонганский язык
- Тсвана
- Турецкий язык (ранее — арабское письмо)
- Туркменский язык
- Туройо (изначально — сирийское письмо)
- Узбекский язык (наряду с кириллицей)
- Фарерский язык
- Филиппинский язык
- Финский язык
- Французский язык
- Фризский язык
- Фриульский язык
- Фула
- Хауса (ранее — арабское письмо)
- Хорватский язык
- Чешский язык
- Шведский язык
- Шона
- Шотландский (гэльский)
- Эсперанто
- Эстонский язык
- Яванский язык (вместе с чаракан)

## Письменности языков мунда

### Варанг-кшити
- Хо

### Ол-чики
- Сантали

### Соранг сомпенг
- Сора (савара)

## Нко
- Нко

## Огамическое письмо
- Огамический ирландский
- Пиктский

## Пахау
- Мяо

## Рунические письменности
- Венгерский (до 1000 года н. э.)
- Древнеанглийский язык (наряду с латиницей)
- Древнеисландский (наряду с латиницей)
- Древнескандинавские языки (наряду с латиницей)
- Древнетюркские языки

## Сирийское письмо
- Арабский язык
- Арамейские языки
- Сирийский
- Туройо (в настоящее время — латинский алфавит)

## Старомонгольское письмо
- Монгольский

## Тана
- Мальдивский язык

## Древнеливийское письмо
- Туарегский и другие берберские языки[какие?]

## Хангыль
- Корейский

## Письмо чероки
- Чероки

## Эфиопское письмо (алфавит геэз)
- Амхара
- Геэз
- Тигринья